# От «А» до «Я»
«От „А“ до „Я“» (англ. A to Z) — американский романтический телесериал, созданный Беном Куином. Сериал спродюсировали его создатель Бен Куин, Рашида Джонс, Уилл Маккормак, Билл Каллахан и Майкл Патрик Джэнн для Warner Bros. Television. Премьера шоу состоялась на телеканале NBC 2 октября 2014 года. 31 октября 2014 года NBC закрыл сериал, однако показал оставшиеся серии. Финальная серия вышла в эфир 22 января 2015 года.

## Сюжет
В сериале рассказывается история жизни Эндрю, сотрудника сайта знакомств в интернете, который мечтает о встрече с девушкой своей мечты, и бунтарке Зельде, адвокате, которую вырастила мать-хиппи. По счастливому совпадению Зельда знакомится с Эндрю и эти два одиноких человека неожиданно для себя влюбляются друг друга. С этого момента и начинается хроника их истории любви, которую рассказывает Кэти Сагал.

## В ролях

### Основной состав
- Бен Фельдман — Эндрю Лофлэнд
- Кристин Милиоти — Зельда Васко
- Генри Жебровский — Стю Бартоковски
- Ленора Кричлоу — Стефи Беннетт
- Кристина Кирк — Лидия
- Хонг Чау — Лора
- Парвеш Чина — Динеш
- Кэти Сагал — рассказчик

### Второстепенный состав
- Патрик Карлайл — Сейдж
- Бен Фальконе — Говард
- Нэнси Фридрих — Нэнси

## Отзывы критиков
«От „А“ до „Я“» получил положительные отзывы от критиков. На Metacritic держит 66 балла из ста на основе 24-х „в целом благоприятных“ рецензий. На Rotten Tomatoes сериал имеет 67% „свежести“, что основано на 48-ми отзывах критиков. Критический консенсус сайта гласит: «Шоу является милым, однако сценарий выглядит хитроумным и ему не хватает свежего взгляда на современную теле-мелодраму».